# Остров Харлов
Остров Харлов (Семиостровье) — бывший населённый пункт в Ловозерском районе Мурманской области. Располагался на острове Харлов на берегу губы Сирены — залива Баренцева моря. Находился в 130 км от районного центра села Ловозеро.

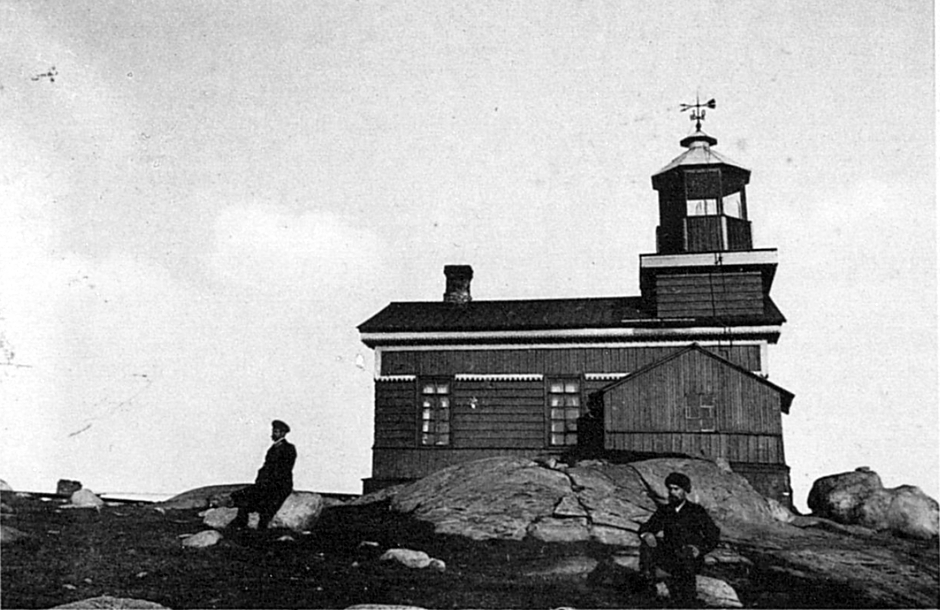
Харловский маяк, начало XX века

В посёлке располагалась труднодоступная полярная станция «Остров Харлов», находящаяся в ведении Мурманского управления по гидрометеорологии и мониторингу окружающей среды. Метеорологическая станция была основана в 1912 году в становище Харловка (в устье одноименной реки) на материке, напротив о. Харлов. В 1942 году она была перенесена на остров и преобразована в морскую гидрометеорологическую. 8 февраля 1986 года на ней была зафиксирована наибольшая скорость ветра в России — 187 км/ч (52 м/с). В 2009 году метеостанция была закрыта.
Около острова и на нём дважды, в 1969 и 1979 годах, фиксировались заходы белого медведя, крайне редкие на Кольском полуострове. Близ посёлка располагается Харловский (Семиостровский) маяк.
Законом Мурманской области № 1156-01-ЗМО от 23 ноября 2009 года населённый пункт был упразднён в связи с отсутствием проживающего населения.